# Schlacht von Cajamarca
Eroberung: 
Cajamarca • 
Jauja • 
Vilcaconga • 
Cusco (Eroberung) • 
Maraycalla • 
Cusco (Belagerung) • 
Ollantaytambo

Bürgerkriege: 
Abancay • Las Salinas • Chupas • Iñaquito • Huarina • Jaquijahuana

Die Schlacht von Cajamarca war ein Massaker am königlichen Gefolge des Inkaherrschers Atahualpa unter Leitung des spanischen Konquistador Francisco Pizarro. Am Abend des 16. November 1532 fand auf dem großen Platz von Cajamarca im heutigen Peru der spanische Angriff aus dem Hinterhalt statt, der weniger als eine halbe Stunde dauerte, aber mindestens 2000 Inka den Tod brachte. Atahualpa wurde gefangen genommen. Dies war ein entscheidender Schritt zur spanischen Eroberung Perus.

## Ausgangslage

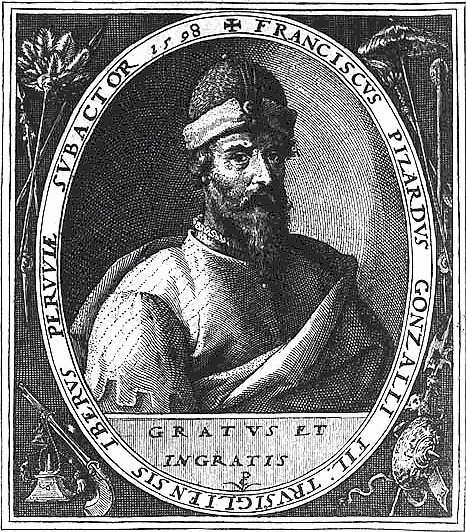
Francisco Pizarro

1531 führte der Entdecker und Eroberer Francisco Pizarro eine über zweihundert Mann starke Expedition von Panama an der Pazifikküste Südamerikas entlang. Per Schiff gelangte er in den Norden des heutigen Ecuadors und erreichte nach monatelangem, verlustreichen Marsch durch tropischen Regenwald im April 1532 die Stadt Tumbes am Nordrand des heutigen Peru, die er bereits auf einer vorangegangenen Expedition 1528 erreicht hatte. Dies war der erste Kontakt der Spanier überhaupt mit dem Inkareich gewesen, das sich von dort weit in den Süden bis nach Chile erstreckte. Mittlerweile aber war das Land von einem dreijährigen, erbittert geführten Bürgerkrieg erschüttert, den die Halbbrüder Atahualpa, der aus dem nördlichen Quito stammte, und Huáscar aus der Hauptstadt Cusco gegeneinander führten. Tumbes war zerstört.
Im August 1532 gründete Pizarro südlich von Tumbes das heutige Piura, die erste spanische Stadt auf dem Gebiet des heutigen Peru. Am 24. September machte er sich mit seinen Leuten von der Peripherie in das eigentliche Inkaterritorium auf, das in den Anden lag. Pizarro verfügte lediglich über 110 Fußsoldaten, 67 Berittene und 2 Geschütze (die genauen Zahlen schwanken je nach Quelle, die Rede ist stets von 150 bis höchstens 180 Spaniern). Der Marsch führte sie zunächst durch die Küstenregion nach Süden, am 8. November begann der Aufstieg in die Anden. 
Atahualpa befand sich mit seiner mehrere Zehntausend Mann starken Armee bei Cajamarca. Die Stadt lag im Norden des Reiches zwischen der etwa 1000 km Luftlinie südlich liegenden alten Hauptstadt Cusco und der etwa 700 km nördlich gelegenen Hochgebirgsstadt Quito, dem Machtzentrum Atahualpas. Er war über die Ankunft der Spanier bestens informiert, ließ Pizarros kleine Schar aber unbehelligt. Sein Augenmerk galt dem Bürgerkrieg, der sich seinem Ende näherte. Gerade als sich Spanier Cajamarca näherten, erfuhr er, dass seine Streitkräfte die Hauptstadt Cusco eingenommen hatten und Huáscar gefangen war.
Die Spanier erreichten die weitgehend leere Stadt am 15. November nachmittags gegen drei Uhr. Die Stadt liegt am Ausgang eines Beckens an einen Berghang gelehnt, auf den umliegenden Hügeln waren die Zelte eines riesigen Feldlagers zu sehen, in dem Atahualpa Zehntausende von Soldaten versammelt hatte. Ein Ausfall aus der Stadt oder ein direkter Angriff auf die Inkatruppen aus dem Tal heraus wäre für die Spanier aussichtslos gewesen. Ein Rückzug kam ebenso wenig in Frage, da jedes Zeichen von Schwäche oder Unsicherheit ihren Nimbus untergraben hätte. Für Pizarro war klar, dass es unweigerlich zu einer Verfolgung durch die Inkaarmeen und Sperrung der Rückzugswege kommen würde. Eine der größten Inkafestungen mit starker Garnison lag auf dem Rückweg an die Küste.
Atahualpa empfing die Eindringlinge im Bewusstsein seiner gewaltigen Stärke. Entlang der Höhen von Cajamarca lagerten Abteilungen seiner im Kampf erprobten Krieger. Die Inka-Führer empfanden keine Furcht vor Pizarros winziger, aber extravaganter Streitmacht, die im Besitz von Eisenrüstungen, unbekannten Waffen und Pferden war. Unter Vorspiegelung von Wohlwollen und Vertrauen hatten sie die Eindringlinge tief in das Bergland ihres Reiches vorrücken lassen, wo sie jeder Bedrohung mit ihren eigenen Truppen und guten Ortskenntnissen leicht Herr werden konnten. Atahualpa plante, einige Spanier gefangen zu nehmen, um deren Kenntnisse von spanischen Waffen und Pferden zu nutzen, und die übrigen hinzurichten.

## Die Schlacht

### Atahualpa empfängt eine Abordnung
Am Abend des 15. November empfing Atahualpa eine Abordnung der Konquistadoren, angeführt von Hernando de Soto und Pizarros Bruder Hernando zu Pferde mit einem Dolmetscher. Atahualpa bereitete ihnen einen frostigen Empfang, sagte aber zu, am folgenden Tag in die Stadt Cajamarca zu kommen und dort Francisco Pizarro zu treffen. Der Chronist Pedro Pizarro führt das Verhalten der Inka auf eine unglückliche, aber nachvollziehbare Fehleinschätzung zurück: „Zu seinem Unglück hatte sich Atahualpa durch Späherberichte über unsere geringe Zahl völlig beruhigen lassen.“ Er selbst soll später erklärt haben, er sei neugierig auf die Begegnung gewesen und habe herausfinden wollen, wie sich die Spanier aus ihrer in seinen Augen aussichtslosen Lage zu retten versuchten.

### Kriegsrat
Während der Nacht trafen beide Seiten ihre Vorbereitungen. Pizarro fasste den Plan, den Inkaherrscher im Handstreich gefangen zu nehmen. Atahualpa wollte die Spanier mit seinem Prunk einschüchtern und befahl seinem General Rumiñahui, vor der Stadt zu bleiben und die Fremden gefangen zu nehmen, wenn sie zu fliehen versuchen.

### Atahualpa kommt nach Cajamarca
Am Morgen des 16. November kündigte Atahualpa seinen Besuch durch Botschafter an. Gegen Mittag zog er in einer langen Prozession mit etwa 8000 Begleitern langsam den Hang herunter. Er selbst und einige seiner Würdenträger wurden in Sänften getragen. Der Zug benötigte viele Stunden für den wenige Kilometer langen Weg. Für die Spanier war diese Wartezeit zermürbend, viele hatten große Angst. Indianische Späher hatten beobachten können, wie sich die Spanier in die Lagerhäuser der Stadt zurückzogen; sie deuteten das als Zeichen der Angst und Einschüchterung und dachten nicht an einen Hinterhalt.
Atahualpa gab am Nachmittag bekannt, dass ein großer Teil seines Heeres außerhalb der Stadtmauern ein Feldlager aufschlagen würde. Er machte Anstalten, auch selbst außerhalb der Stadt zu übernachten und erst am nächsten Morgen einzuziehen. Pizarro drängte den König daraufhin, gleich in die Stadt zu kommen, und versprach einen würdigen Empfang. Nach einigen Versionen soll es Verhandlungen gegeben haben, in denen sich die Inka bereit erklärten, ihre Waffen als Zeichen des Vertrauens und der Friedfertigkeit vor dem Einzug in die Stadt abzulegen. Während William Prescott noch davon ausging, die Indianer seien waffenlos nach Cajamarca eingezogen, wird dies heute von der Mehrzahl der Historiker für legendär und ausgeschlossen gehalten. Auch der Augenzeuge Francisco de Xerez berichtet, dass die Truppen bewaffnet waren.

### Der Hinterhalt

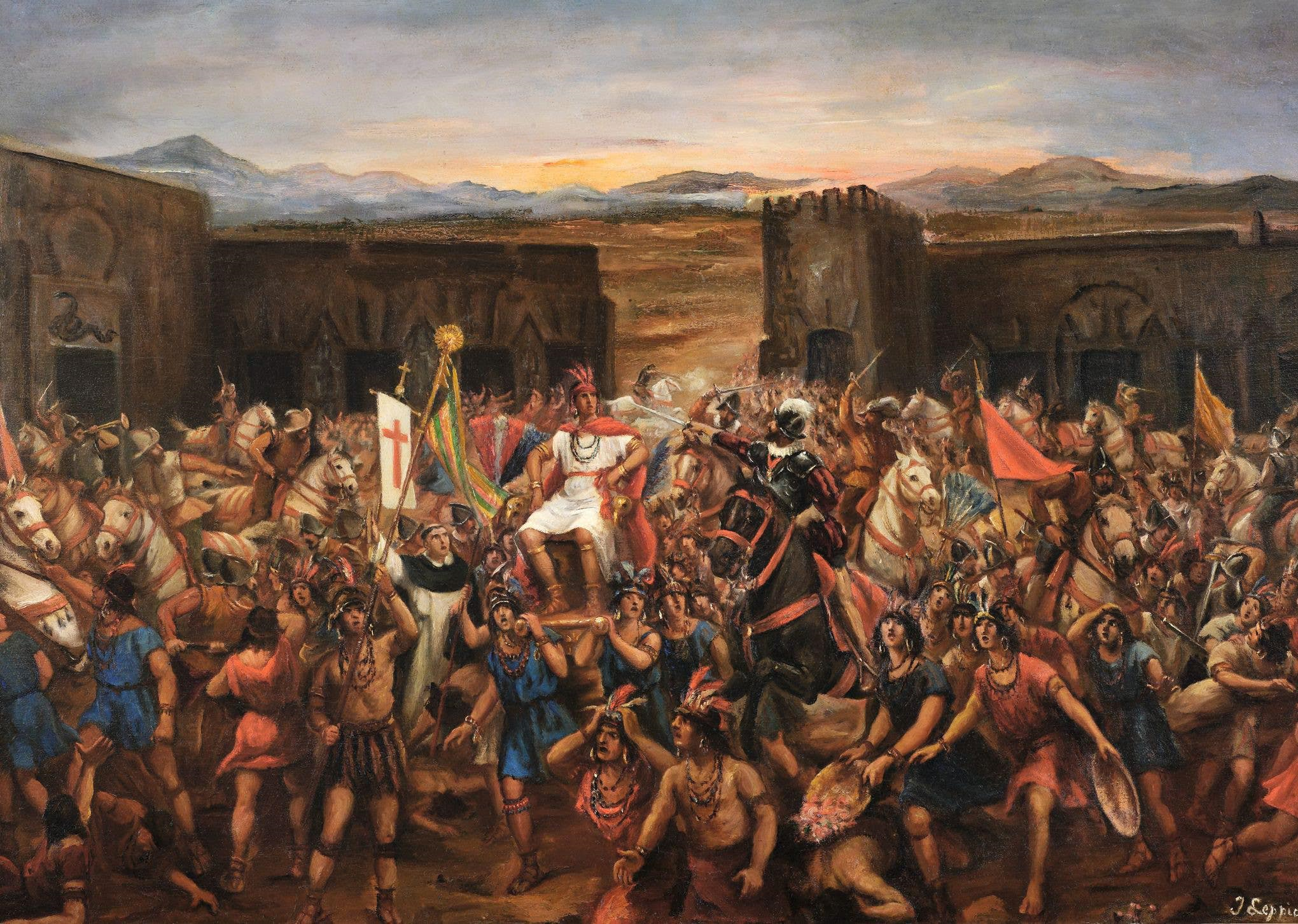
Die Gefangennahme Atahualpas, Ölgemälde von Juan Lepiani

Begleitet von für die Spanier fremdartigen Gesängen seiner Vorhut zog Atahualpa in die Stadt ein und besetzte den Hauptplatz mit seinen Soldaten, Dienern und Beamten. Die Spanier hatten einen Hinterhalt vorbereitet und ihre Fußsoldaten in den Straßen rund um den Platz positioniert; die Reiter waren in drei Gruppen unter der Führung von Hernando Pizarro, Hernando de Soto und Sebastián de Belalcázar geteilt und warteten in Gebäuden am zentralen Platz auf das verabredete Angriffssignal. Zunächst war kein Europäer auf dem Platz zu sehen, was Atahualpa offenbar missbilligte oder als Feigheit auslegte. Dann trat der Dominikaner Vicente de Valverde mit einem Buch (Brevier oder Bibel) und einem Kreuz in der Hand vor – an seiner Seite der Dolmetscher – und begann, Atahualpa einen Vortrag über den christlichen Glauben zu halten. Einige Darstellungen schmücken diese Szene weiter aus und schildern, der Priester habe seine Rede mit den Worten begonnen: „Höre das Wort Gottes …“ Als Atahualpa den Priester unterbrach und gereizt fragte, woher das Wort Gottes komme, habe Valverde ihm die Bibel gereicht. Da Atahualpa mit der Schrift nichts anfangen konnte, habe er das Buch ans Ohr gehalten und anschließend verächtlich zu Boden geworfen, da er das angekündigte „Wort“ nicht vernahm. Danach stimmte er eine zornige Gegenrede an, worin er den Spaniern allerlei Grausamkeiten vorwarf. Auch habe er sich beschwert, dass die Spanier auf dem Weg seine Lagerhäuser geplündert hatten.
Der Chronist und Augenzeuge Pedro Pizarro überliefert die Szene folgendermaßen:

„Der Pater hatte ein Brevier in den Händen, aus dem er vorlas, was er predigte. Atabalipa wollte es haben, und er gab es ihm geschlossen. Als dieser es in den Händen hatte und nicht zu öffnen wusste, warf er es zu Boden. Er rief [Hernando de] Aldana, er solle zu ihm kommen und ihm seinen Degen geben. Aldana zog ihn heraus und zeigte ihn vor, wollte ihn aber nicht hergeben. Daraufhin sagte Atabalipa, sie seien Diebe und er werde sie alle töten. Als der Pater das gehört hatte, drehte er sich um und berichtete dem Marqués [Francisco Pizarro], was geschehen war.“

Francisco de Xerez, ebenfalls Augenzeuge, schreibt:

„Atabaliba verlangte, daß man ihm das Buch gebe um es zu betrachten; man reichte es ihm geschlossen; da es ihm nicht gelang, es zu öffnen, streckte der Mönch seinen Arm aus, um ihm behülflich zu seyn, Atabaliba gab ihm aber mit großem Mißfallen einen Schlag auf den Arm und wollte es nicht geöffnet haben. Als es ihm endlich nach fortgesetzter Anstrengung gelang es zu öffnen, zeigte er sich weder über die Buchstaben, noch über das Papier erstaunt, gleich den übrigen Indianern, sondern schleuderte es fünf bis sechs Schritte von sich.“

In diesem Moment gab Pizarro das Signal zum Angriff. Pedro de Candía gab zwei Kanonenschüsse ab und die Reiter und Fußsoldaten stürmten aus drei Richtungen mitten in die Masse der Inka hinein. Die Schüsse der Arkebusen, der Lärm der Kriegstrompeten und der Pferde, die mit Rasseln behängt waren,  versetzten die Inka in Schockstarre. Die Spanier richteten mit ihren Blankwaffen ein Blutbad an, ohne dass die Erschrockenen zur Gegenwehr fähig waren. Atahualpas Sänftenträger und Leibwächter versuchten vergebens, ihren Herrscher mit ihren Leibern zu schützen. Laut Francisco de Xerez war es Pizarro persönlich, der Atahualpa gefangen nahm. Die fliehenden Inkas trampelten sich in der Panik gegenseitig tot, eine Mauer brach unter ihrem Ansturm zusammen und sie flohen ins Freie. Die Reiter setzten ihnen nach. Nach den niedrigsten Schätzungen wurden 2000 Inkas getötet. Von den Spaniern sollen nur zwei Soldaten, darunter Pizarro selbst, verletzt worden sein; einige Quellen sprechen aber doch von gewissen Verlusten auf Seiten der Spanier – je nachdem ein getötetes Pferd oder ein afrikanischer Sklave.
Das Hauptheer der Inka (je nach Quelle etwa 20.000 bis 80.000 Mann), das unter dem Befehl von Rumiñahui in der Umgegend aufgestellt war, verhielt sich passiv und unternahm nichts gegen die Spanier, offenbar aus Ratlosigkeit, da es sich seines obersten Anführers beraubt sah, oder um den Inka nicht zu gefährden. Nach verschiedenen Berichten flüchteten die Truppen und ließen Zelte und Ausrüstung zurück. Atahualpa befürchtete, getötet zu werden, aber Pizarro sagte ihm, ihm werde nichts geschehen. Anschließend aß Pizarro mit dem gefangenen Inkakönig zu Abend, während die Leichen noch auf dem Platz lagen. Freimütig erzählte ihm der Inka, dass man ihm gesagt habe, die Spanier seien leicht zu besiegen. Er hatte vorgehabt, die Spanier zu töten oder zu seinen Sklaven zu machen.

### Gründe für den spanischen Sieg
Das Gelingen des Hinterhalts war möglich, weil Atahualpa die Intentionen der Spanier – trotz wochenlanger Beobachtung auf ihrem Weg nach Cajamarca – nicht erkannte und sie unterschätzte. Die nie gesehenen (zwischen 37 und 65) mitgeführten Pferde und die metallische Bewaffnung der Spanier trugen dazu bei, die Besucher als fremdartige Geschöpfe aus einer anderen Welt erscheinen zu lassen. Des Weiteren trafen die Angriffe der Spanier die Inka schwer, da sie die Taktik des Hinterhaltes nicht erwarteten. Dazu kam noch der geringe Schutz ihrer Rüstungen aus Leder und gesteppter Baumwolle gegen Waffen aus Stahl.

## Folgen

### Schicksal Atahualpas
Atahualpa bot Pizarro ein Lösegeld an: Den Raum, in dem er sich gerade aufhielt, würde er mit Goldgegenständen bis zu der Höhe füllen zu lassen, die er mit ausgestreckter Hand erreichen könnte, und den benachbarten Raum in gleicher Weise mit Silber. Hierfür wurden in den folgenden Monaten auf Atahualpas Befehl, dem seine Untertanen weiterhin bedingungslos gehorchten, Paläste und Tempel im ganzen Land geplündert. Nach Zahlung des Lösegelds ließen die Spanier Atahualpa aber nicht frei, weil ihnen ersichtlich war, dass sie danach besiegt werden würden. Stattdessen bezichtigten sie ihn, einen Aufstand zu planen, und verurteilten ihn in einem Scheinprozess zum Tode. Am 26. Juli 1533 wurde er in Cajamarca mit der Garrotte erdrosselt.

### Machtübernahme durch die Spanier
Nach Atahualpas Tod waren die Inka führerlos. Atahualpa hatte die Anhänger Huáscars in der Hauptstadt Cusco töten lassen, und später, als er bereits Gefangener der Spanier war, auch Huáscar selbst. Prinz Manco Cápac, der dem Gemetzel entkommen war, stellte sich nun auf Pizarros Seite. Pizarro krönte ihn mit Zustimmung des Adels von Cusco zum neuen Sapa Inka. Er war aber bald nur noch eine machtlose Marionette der Spanier, die in kurzer Zeit die Kontrolle über das ganze Land übernahmen.